# 241. strelska divizija (ZSSR)
241. strelska divizija (izvirno rusko 241. стрелковая дивизия; kratica 241. SD) je bila strelska divizija Rdeče armade v času druge svetovne vojne.

## Zgodovina
Divizija je bila ustanovljena oktobra 1941.